# Budapest Eagles 2010
Questa voce raccoglie le informazioni riguardanti i Budapest Eagles nelle competizioni ufficiali della stagione 2010.

## Divízió II 2010

### Stagione regolare
| 11 aprile 2010 2ª giornata | Budapest Wolves 2 | 6 – 34 | Budapest Eagles |  |

| 1º maggio 2010 5ª giornata | Budapest Eagles | 6 – 19 | Fehérvár Enthroners |  |

| 16 maggio 2010 7ª giornata | Budapest Cowboys 2 | 13 – 27 | Budapest Eagles |  |

| 29 maggio 2010 9ª giornata | Budapest Eagles | 19 – 28 | Miskolc Steelers |  |

| 19 giugno 2010 12ª giornata | Tata Mustangs | 15 – 6 | Budapest Eagles |  |

| 26 giugno 2010 13ª giornata | Budapest Eagles | 13 – 10 | Békéscsaba Raptors |  |

## Statistiche di squadra
| Competizione      | %Vittorie | In casa | In casa | In casa | In casa | In casa | In casa | In trasferta | In trasferta | In trasferta | In trasferta | In trasferta | In trasferta | Totale | Totale | Totale | Totale | Totale | Totale |
| Competizione      | %Vittorie | G       | V       | N       | P       | Pf      | Ps      | G            | V            | N            | P            | Pf           | Ps           | G      | V      | N      | P      | Pf     | Ps     |
| ----------------- | --------- | ------- | ------- | ------- | ------- | ------- | ------- | ------------ | ------------ | ------------ | ------------ | ------------ | ------------ | ------ | ------ | ------ | ------ | ------ | ------ |
| Stagione regolare | .500      | 3       | 1       | 0       | 2       | 38      | 57      | 3            | 2            | 0            | 1            | 67           | 34           | 6      | 3      | 0      | 3      | 105    | 91     |
| Totale            | .500      | 3       | 1       | 0       | 2       | 38      | 57      | 3            | 2            | 0            | 1            | 67           | 34           | 6      | 3      | 0      | 3      | 105    | 91     |